# Curve Games
Curve Games (anciennement Curve Studios Limited, puis Curve Digital Limited) est un éditeur de jeux vidéo britannique basé à Londres, fondé en 2005 par Jason Perkins.

## Histoire
En 2013, Curve Digital annonce qu'il commencerait à publier des jeux ainsi qu'à les développer. Lors du portage de Stealth Bastard sur PlayStation 3 et Vita, Curve Digital demande aux fans de renommer le jeu pour eux afin de supprimer le blasphème. Ils choisissent Stealth Inc: A Clone in the Dark comme nouveau titre.
En août 2013, Curve dévoile un prochain projet intitulé White Space.
En janvier 2016, Curve Digital est racheté par le groupe Catalis. Catalis est ensuite cédé à NorthEdge Capital en octobre 2019.

## Jeux développés
| Titre                           | Année | Plateforme(s)                                                                                 |
| ------------------------------- | ----- | --------------------------------------------------------------------------------------------- |
| Hydroventure                    | 2010  | WiiWare                                                                                       |
| Explodemon                      | 2011  | Playstation Network, Microsoft Windows                                                        |
| Stealth Bastard                 | 2011  | Microsoft Windows, PlayStation 3, PlayStation Vita, macOS, Linux, iOS, Android, PlayStation 4 |
| Hydroventure: Spin Cycle        | 2012  | Nintendo 3DS                                                                                  |
| Stealth Inc 2: A Game of Clones | 2014  | Wii U, PlayStation 3, PlayStation 4, PlayStation Vita, Microsoft Windows, Xbox One            |